# Sing Tao Sports Club
Maillots
Le Sing Tao Sports Club Limited (en chinois : 星島體育會), plus couramment abrégé en Sing Tao, est un ancien club hongkongais de football fondé en 1940 et disparu en 1999, et basé à Hong Kong.

## Historique
Fondé en 1940, le club fait sa première apparition en championnat hongkongais lors de la saison 1940-1941, remportée par South China AA. 
Sing Tao SC remporte son seul et unique titre de champion de Hong Kong lors de l'édition 1946-1947. Il obtiendra d'autres places d'honneur au cours des nombreuses saisons passées parmi l'élite, dont trois places de dauphin consécutives entre 1968 et 1970. Sing Tao atteint également la finale de la Coupe de Hong Kong en 1997. 
Le club disparaît à l'issue de la saison 1998-1999 pour des raisons financières.
Au niveau continental, le club n'a pas eu l'occasion de s'illustrer malgré une qualification obtenue en Coupe des Coupes 1992-1993, puisque Sing Tao déclare forfait avant son entrée en lice face aux Indonésiens de Pupuk Kaltim.

## Palmarès
| Compétitions nationales |
| --- |
| - Championnat de Hong Kong (1) : - Vainqueur : 1946-47. - Vice-champion : 1967-68, 1968-69 et 1969-70. - Coupe de Hong Kong : - Finaliste : 1996-97. |

## Anciens joueurs du club
- Lee Wai Man
- Glyn Hodges